# Elena Khmeleva
 (mars 2018).
Si vous disposez d'ouvrages ou d'articles de référence ou si vous connaissez des sites web de qualité traitant du thème abordé ici, merci de compléter l'article en donnant les références utiles à sa vérifiabilité et en les liant à la section « Notes et références ».
Elena Khmeleva (en russe : Елена Хмелева), née en Russie en 1966, est une artiste peintre.

## Biographie
Sa mère est médecin et mélomane, musicienne amateur, et son père était artiste peintre. Elena Khmeleva commence à se former à l’école des arts pour enfants où en dehors des arts plastiques elle s’initie à la musique. Puis elle poursuit ses études à l’Académie russe des beaux-arts. Elle se trouve alors dans la classe du Professeur Vetrogonsky. Son don pour la peinture étant évident pour tous ses maîtres, elle obtient la permission de suivre des cours académiques spéciaux consacrés à la peinture académique et aux particularités du réalisme social. Elle s’intéresse également à l’impressionnisme.
En même temps Elena Khmeleva fait des études d’architecture.
À la même époque, à Saint-Pétersbourg, elle rencontre son mari le peintre russe Yuri Denissov.
Elle étudiera également à l’École des Beaux-Arts de Munich en 1992 puis obtiendra son diplôme de l’Académie des Beaux Arts de Saint-Pétersbourg avec la mention « Excellent » en 1994. Sa thèse de fin d’études portait sur le thème « La synthèse de la musique et de la peinture »  faisant écho à sa formation artistique de l’enfance.

## Expositions
Elena Khmeleva a également pris part à plusieurs expositions en Europe, dont l’exposition des Jeunes Artistes de Saint-Pétersbourg à Munich, l’Exposition des jeunes peintres organisée à L’UNESCO à Paris, et l’Exposition du Dulwich College à Londres et à la Foire automnale des Arts. Elle a aussi participé à des expositions à Bruxelles et dans plusieurs villes françaises (notamment Paris, Brest, Lyon, Nantes, Bordeaux, Rouen et Grenoble). 
Ses œuvres font partie des collections du musée de l'Académie de Beaux-Arts de Saint-Pétersbourg (Russie), du musée de l'Histoire de Saint-Pétersbourg (Russie), de la Bridgeman Art Library à Londres (Grande Bretagne)[réf. souhaitée],  de l'Association des Artistes de Saint-Pétersbourg (Russie), de l'Adult and Community College de Richmond (Grande Bretagne), de la Galerie « N.B.» à Paris (France) et de plusieurs collections privées en Grande-Bretagne, France, Allemagne, États-Unis, Suisse, Australie, Espagne, Suède, Belgique et aux Pays-Bas. 
Khmeleva est citée par entre autres par l'Akoun, l'Art Price, l'Artnet et Christie's.